# Brachymyrmex santschii
Brachymyrmex santschii é uma espécie de inseto do gênero Brachymyrmex, pertencente à família Formicidae.